# Хрущёв (книга Таубмана)
«Хрущёв» (англ. Khrushchev: The Man and His Era) — биографическая книга о советском лидере Никите Хрущёве, вышедшая в 2003 году. Она была написана американским историком и политологом Уильямом Таубманом и представляет собой первую глубокую и всеобъемлющую американскую биографию Хрущёва. Автор был удостоен за неё Пулитцеровской премии 2004 года за биографию или автобиографию, а также премии Национального круга книжных критиков за 2004 год. Автор потратил почти 20 лет на изучение жизни Хрущёва, готовясь к написанию этой книги. Масштабные исследования стали возможны благодаря доступу к архивам в России и Украине, которые были открыты для публики после распада СССР. Помимо изучения печатных материалов и документов Таубман общался с детьми и дальними родственниками Хрущёва, проведя в общей сложности более 70 личных интервью.

## Содержание
Книга Таубмана представляет собой историю и исследование жизни Никиты Хрущёва. Автор начинает с рассказа о детстве и юности Хрущева, который рос в бедной семье и официально не получил образования. После того, как он проучился два года в школе, отец забрал его оттуда, чтобы тот начал работать в поле. Затем он трудился слесарем в угледобывающем регионе России.
В 1918 году Хрущев примкнул к большевикам, где проявлял полную лояльность партии. Таубман рисует политический и психологический портрет Хрущева, всесторонне рассматривая феномен его быстрого восхождения в иерархии Коммунистической партии при Сталине. В январе 1934 года Хрущев сменил своего руководителя Лазаря Кагановича на посту первого секретаря Коммунистической партии в Москве. Хрущев отвечал за строительство Московского метрополитена и его завершение.
После смерти Сталина в 1953 году началась борьба за власть, из которой Хрущев вышел победителем, заняв пост генерального секретаря ЦК КПСС. Жизнь и карьера Хрущева могут служить отображением успехов и неудач советской идеологии, включая голод, коллективизацию, индустриализацию. Он участвовал в Октябрьской революции 1917 года, пережил Первую мировую войну, Гражданскую войну в России и Вторую мировую войну. Хрущёв руководил СССР во время первого периода Холодной войны.

## Исследовательская работа
Биография Хрущёва была написана Уильямом Таубманом, профессором политологии в Амхерстском колледже, и представляет собой первую подробную биографию Хрущева, публикация которой стала возможной благодаря доступу к архивам в России и Украине после распада СССР. До этого ни одна другая книга не могла полностью отобразить личную жизнь и профессиональную карьеру советских лидеров из-за ограничений доступа к документам и отсутствия доступных материалов и документации. Таубман провёл почти 20 лет, исследуя жизнь Хрущева и готовясь написать свою книгу. Он брал информацию из сборников документов, неопубликованных воспоминаний и кинохроник, хранившихся примерно в 20 советских и американских архивах. Таубман изучал уже опубликованные книги, журнальные и газетные статьи, а также встречался с детьми и дальними родственниками Хрущёва, взяв у них более 70 личных интервью.

## Отзывы
В своей рецензии от 16 марта 2003 года Леон Арон из The New York Times отметил то, что содержимое книги полностью соответствует своему названию, прекрасно отражая время и эпоху, в которых жил Хрущёв. Работу Таубмана он определил как «многогранное исследование ключевых политических и экономических процессов в первые 47 лет советской цивилизации». 26 марта того же года Ричард Пайпс на страницах The Times высоко оценил книгу, заявив, что, несмотря на то, что было уже написано более десятка биографий Хрущева, работа Таубмана является «первым научным исследованием этого советского лидера, основанным на тщательном изучении всей имеющейся литературы, а также доступных архивных источниках и интервью с теми, кто его знал».
Арчи Браун из The Guardian дал высокую оценку книге, признавшись, что он был «заинтригован» тем влиянием, которое Хрущёв сумел приобрести на советской политической арене. Браун охарактеризовал её как «безусловно лучшую и наиболее полную работу, раскрывающую личность и политику Хрущёва, из когда-либо написанных». В то же время он отверг тезис Таубмана о высоком уровне принятия гражданами СССР коммунистической модели общества, заявив, что Таубман «упрощает» правду, когда говорит, что «Горбачев разделял наивность Хрущева в отношении степени преданности советского народа к идеям коммунизма». Браун утверждал, что «Горбачёв сам перестал быть коммунистом и всё больше придерживался социал-демократической концепции социализма, что, по его мнению, соответствовало чаяниям большинства советских людей».
Далее в своей рецензии Браун подверг сомнению надёжность данных, представленных в интервью с ведущим российским социологом, который заявил Таубману, что «единственные два периода XX века, которые россияне оценивают положительно, — это периоды, связанные с последним царём Николаем II и Никитой Хрущёвым». Браун сделал предположение, что опросы, используемые социологами, просто «отражают меняющиеся взгляды на настоящее». Он заявил, что Таубман «вводит в заблуждение», используя этот источник, в то время как более надёжные данные опросов показывают, что "общественный консенсус в 1994 году [показал, что] 33 [процента] респондентов считали период Хрущёва лучшим в XX веке, а 36 [процентов] назвали брежневский период, к 1999 году поддержка хрущёвских времен упала до 30 [процентов], тогда как жизни при Брежневе отдавал предпочтение уже 51 [процент].

## Награды
- Пулитцеровская премия 2004 года за биографию или автобиографию[7][8]
- Премия Национального круга книжных критиков 2004 года за биографию[7][8]
- Книжная премия Уэйна С. Вучинича Ассоциации славянских, восточноевропейских и евразийских исследований[7][8] 2004 года
- Книжная премия Роберта Феррелла Общества историков американских международных отношений 2004 года[7][8][9]